# Чугур
Чугур — река в Молдавии, левый приток Прута.
Вытекает из оврагов у города Окницы, впадает в Костештское водохранилище (река Прут) напротив местечка Костешты. Высота устья — 90,8 м над уровнем моря.
На левом берегу реки Чугур, недалеко от впадения её в Прут, находится многослойная палеолитическая стоянка (грот) Старые Дуруиторы. Третий и четвертый слои стоянки содержат кремнёвые изделия, отнесённые Н. А. Кетрару к тайякской-домустьерской индустрии ашельской культуры. В третьем слое они окатаны стоянки
II слой стоянки Старые Дуруиторы датируется, предположительно, ранним периодом мадленского времени позднего палеолита.
Берега реки густо заселены. На реке находятся историческое село Липник и остатки укреплённого поселения Золотой Орды вблизи села Городище.
В 1518 году при молдавском господаре Стефане V перекопский султан Албул был разбит и значительная часть его войск потоплена в Чугоре. По берегам Чугора до 1980-х годов добывались фосфориты. Основные притоки реки — Чугурец и Сарата.
На реке Чугор в 1960-х годах, в долине между селами Голяны и Русяны была гидроэлектростанция. Она обеспечивала электроэнергией село Русяны. Электростанция была малой мощности, давала электроэнергию с 6 утра до 23 часов.